# Бартелеми д’Ейк
Бартелеми д’Ейк (на френски: Barthelemi d’Eyck; ок. 1420 – след 1470) е фламандски художник от XV век, който работи във Франция и е представител на стила готика, от Авиньонска школа.
Името на Бартелеми д’Ейк отдавна е известно по историческите документи. Той е придворен художник на крал Рене Добрия, има висока репутация на прославен художник.

## Миниатюра
Изследователите отбелязват, че миниатюрата, която се приписва на четката на художника на крал Рене, е удивителна по своето високо качество, а стилът е строго индивидуален. Два манускрипта, илюстрирани със същия стил, са в колекцията на крал Рене, третият е в колекцията на Мария Люксембургска. Четвъртата книга, в която изследователите познават ръката на този майстор – това е знаменитият Пребогатия часослов на херцог дьо Бери, към късните миниатюри на който вероятно Бартелеми има участие.
- Илюстрации
- Бартелеми д’Ейк(?) Пребогатият часослов на херцог дьо Бери. Миниатюра за Декември. Шантии, музей Конде.
- Миниатюра от „Книга на турнирите“ на крал Рене.
 ок. 1460 г. Париж, Национална библиотека.
- Миниатюра от книга „Книга за любовта“ 1460–67 г.
 Виена, Национална библиотека.
- Миниатюра от „Тезеида“ на Бокачо. ок. 1470 г. Виена, Национална библиотека

### „Пребогатият часослов на херцог дьо Бери“
Пребогатият часослов е най-известният шедьовър на книжната миниатюра, създаден от Братя Лимбург по поръчка на херцог Жан дьо Бери Валоа, херцог дьо Бери, брат на френския крал Шарл V Мъдри в началото на XV век. Сред неговите по-късни миниатюристи се забелязват стилистически отличия, позволяващи да се предполага присъствието на двама други художници. Сред тях са Жан Коломб и Бартелеми д’Ейк. На тези художници се приписват, като правило, миниатюрите с изображения, символизиращи последните месеци на годината — октомври, ноември и декември.

### „Книга за турнирите“ на крал Рене
Този манускрипт е съставен и илюстриран около 1460 година. Предполага се, че книгата е поръчана от Луи Люксембургски за дъщеря му Мария, в библиотеката на която тя първоначално се съхранява. Текстът е написан от крал Рене, като представлява описание на различни въоръжения, армейски амуниции, описва провеждането на турнирите, разни ритуали и церемонии, свързани с това, описания на етикета след турнирния банкет.

### „Сърце, пленено от любов“ или „Книга за любовта на крал Рене“
Манускриптът се датира около 1460–67 години. В него има 127 страници и 16 миниатюри. Било планирано да се изпишат още 29 илюстрации, затова манускриптът може да се смята за незавършен. Поръчващ книгата е самият крал Рене Анжуйски. Не неговото перо принадлежи и текстът на книгата, който, по същността си представлява транспониране на средновековния „Роман за Розата“ написан от Гийом дьо Лорис около 1230 година. Рене алегорично описва приключенията на крал Кьор (фр. cuer – сърце) в стил на средновековния романс в проза. Традицията приписва авторството на крал Рене не само по отношение на текста, но по-рано са го смятали и за автор на миниатюрите. Самите миниатюри представляват не само кулминация на творчеството на Бартелеми д'Ейк, но е голямо достижение в цялото провансалско изкуство от този период. Великолепно изписаните фигури, играта на светлината, блестящият колорит, превъзходните ландшафти – това е действително произведение с кралско качество. Манускриптът се съхранява в Националната библиотека, Виена.

### „Тезеида“
Бартелеми д’Ейк илюстрира чрез миниатюри манускриптът „Тезеида“ на Бокачо. Манускриптът е съставен и илюстриран около 1470 година. Негов поръчващ е крал Рене Анжуйски. Текстът на книгата представлява направен от неизвестен автор превод на френския език на поемата на Бокачо „Тезеида“.

## Кавалетен портрет на Луи II Анжу
Бертелеми е предполагаем автор и на портрета на бащата на крал Рене, херцог Луи II Валоа-Анжуйски.